# Antimo de Nicomedia
Antimo de Nicomedia (en griego: Ἄνθιμος Νικομηδείας; martirizado 303 o 311-12), fue Metropolitanato de Nicomedia en Bitinia, donde fue decapitado durante una persecución de cristianos, tradicionalmente situada bajo Diocleciano (siguiendo a Eusebio), en la que corrieron "ríos de sangre". 

## Historia
Nicomedia fue el principal lugar de residencia de Diocleciano y era medio cristiano, el propio palacio estaba lleno de cristianos. Las fuentes cristianas conmemoraron a los 20000 mártires de Nicomedia.  La principal iglesia cristiana de Nicomedia fue destruida el 23 de febrero de 303; el Primer Edicto se publicó al día siguiente. Poco después de la promulgación del edicto, se produjo un incendio en el palacio imperial; se culpó a los cristianos. Las masacres se produjeron en las comunidades cristianas de Bitinia después de que se instalaran altares en las plazas de mercado, en los que no se permitían transacciones hasta que se hubiera realizado un sacrificio simbólico a los dioses y al demonio del Augusto.
A petición de los miembros de su congregación, Antimo se refugió en la pequeña aldea de Omana, donde prestó ayuda a los supervivientes y envió cartas exhortando a los cristianos a mantenerse firmes. Cuando los soldados de Maximino fueron enviados a buscarle, les dio la bienvenida y les dio de comer antes de revelar quién era. (El detalle que hace referencia a Maximino sugiere que se han confundido dos persecuciones). Asombrados por su bondad, los soldados le prometieron decirle a Maximino que no lo habían encontrado, pero Antimo regresó con ellos, y los convirtió y bautizó por el camino.
Philip Schaff y Henry Wace señalan que en una carta fragmentaria conservada en el Chronicon Paschale, escrita en prisión por el presbítero Luciano de Antioquía en espera de la muerte, se menciona a Anthimus, obispo de Nicomedia, como recién martirizado. Schaff y Wace señalan que Luciano fue encarcelado y condenado a muerte durante la persecución de Maximino Daya (en 311 o 312) y, por tanto, concluyen que, si el fragmento es auténtico, Antimio no sufrió el martirio bajo Diocleciano, sino bajo Maximino.